# Hermannia viscosa
Hermannia viscosa är en malvaväxtart som beskrevs av William Philip Hiern. Hermannia viscosa ingår i släktet Hermannia och familjen malvaväxter. Inga underarter finns listade i Catalogue of Life.